# Айкар
Айкар (ऐकार) — гласная буква алфавита деванагари. Внутри слова передаётся надстрочным знаком матра айкар (ै). Символы юникода U+0910 ऐ  и U+0948 ै . 
- Айкар ранджана
- Матра айкар

В международном фонетическом алфавите передается символом æ. В некоторых диалектах хинди и маратхи произносится как дифтонг. Назализация обозначается знаком чандрабинду  ँ: ऐँ.
Если к букве Айкар добавить знак "анусвара" или "бинду" (точка), то получится голубая жемчужина - ऐं. Это биджа-мантра индийской богини Сарасвати, которая считается доброй волшебницей. За данной биджа-мантрой замечено множество благих деяний; она способствует избавлению от психических и нервных расстройств, располагает к гармонии и умиротворению. Волшебный Айкар очищает организм от избытка воды и патологической слизи, даже был замечен случай избавления от долгого насморка (сентябрь 2022 г.) (источник?)